# Electra moskvikvendi
Electra moskvikvendi är en mossdjursart som beskrevs av Nikulina 2008. Electra moskvikvendi ingår i släktet Electra och familjen Electridae. Inga underarter finns listade i Catalogue of Life.